# Marcel Boulenger

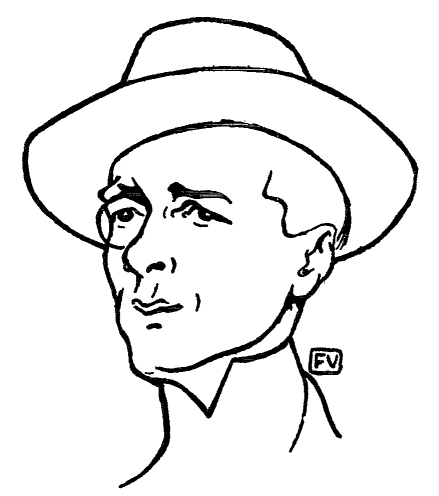
Marcel Boulenger.

Marcel Jacques Boulenger, född 9 september 1873, död 21 maj 1932, var en fransk författare och fäktare. Han var bror till Jacques Boulenger.
Boulenger deltog under olympiska spelen 1900 i Paris och 1912 i Stockholm. Han vann en bronsmedalj i fäktning 1900 i Paris, där han kom på en tredjeplats i den individuella tävlingen i värja efter Émile Coste och Henri Masson, även de från Frankrike.
Bland hans arbeten märks La femme baroque (1898), Couplées (1903), Le fourbe (1914), Charlotte en guerre (1918), La belle et la bête (1919) och Le vicomte (1923).